# Иоанн Геометр
Иоа́нн Геоме́тр (греч. Ίωάννης ὁ Γεωμέτρης) или Иоа́нн Кирио́т (греч. Ίωάννης ὁ Κυριώτης; около 935 — около 1000) — византийский поэт второй половины X века, ; агиограф, сначала военный, а в конце жизни православный монах. Иоанн один из самых известных литераторов Македонского ренессанса.

## Биография
Место и год рождения Иоанна Кириота неизвестны, «Геометр» это прозвище Иоанна, под которым он более известен; оно никак не связанное с математикой, так назван Иоанн у Иоанна Доксопатра в XI веке; в слове греч. Γεω-μέτρης первый корень: греч. γῆ(γεω) — «земля, мир»; второй корень — греч. μετρέω употреблён в переносном значении и имеет смысл «оценивать, определять»; а значение всего слова «Геометр» — «оценивающий мир». «Кириот» также прозвище, по названию Константинопольского монастыря Пресвятой Богородицы, построенного префектом Киром (греч. Θεοτόκος τῶν Κύρου), в котором жил Иоанн, когда принял монашеский постриг. Иоанн происходил из аристократического рода и имел старшего брата; а его отец (это известно из эпитафий) служил в Азии. Иоанн наследовал от отца небольшое состояние, но основной доход ему приносил почетный чин протоспафария — первого спафария (спафарий — титул между спафарокандидатом и ипатом). Иоанн примкнул к группировке паракимомена Василия Нофа, почти единовластно правившего Византийской империей с 976 года; по этой причине около 986 года Иоанн был удален от двора императором Василием II. К Василию после отставки Иоанн неоднократно обращался в иносказательной форме с жалобами и упреками, называя его «злобным Фараоном» (греч. Φαραώ κακόμητις).

## Творчество
Начало литературной деятельности Иоанна произошло при императоре Константине VII Багрянородном; а наибольшая литературная активность Геометра приходится на время правления императоров Никифора II Фоки, Иоанна Цимисхия, Василия II Болгаробойцы. Никифор II Фока был любимым героем Иоанна, он уподобляется солнцу, он сияет блеском оружия. Его слава освещает всю землю, его подвиги доходят до Крита и Кипра, Тарса и Антиохии. В поэтическом творчестве Иоанна Кириот брал себе за образец поэзию Романа Сладкопевца. После Иоанна сохранилась коллекция эпиграмм и приуроченных к определенному случаю поэм, сочинение в стихах об аскетизме («Рай»), пять гимнов Богородице, поэтическое житие великомученика Пантелеимона — Энкомий. Он — автор большого числа четверостиший, посвященных богословским и нравственным вопросам. Его эпиграммы и поэмы к случаю тесно связаны с важнейшими политическими событиями того времени, такими как смерти Никифора Фоки и Иоанна Цимисхия, Азиатского восстания Варды Склира и восстания Варды Фоки в поэме «Восстание», Византийско-болгарская война и т. д. Все сочинения Иоанна Геометра имеют важное значение для исследователей данного периода. Одна из поэм Геометра, по поводу его путешествия из Константинополя в Селиврию, по районам, где прошла война, дает удивительно сильную и патетическую картину страданий и разорения местного крестьянства. Многократно упоминаются Иоанном Геометром «скифы» в стихотворениях «На болгар», «Набеги иверов», «На апостасию» и другие.
Например, обращаясь в эпитафии уже к умершему своему любимому герою и императору Никифору Фоке Иоанну Кириоту с ужасом, горечью и сожалением пишет о нашествие русских (970—971 годы) во главе с князем Святославом на Константинополь (текст цитирует в Хронике Иоанн Скилица):
ὁρμᾷ καθ’ ἡμῶν ‘Ρωσικὴ πανοπλία, 

Σκυθῶν ἔθνη σφύζουσιν εὶς φονουργίας,

λεηλατοῦσι πᾶν ἔθνος τὴν σὴν πόλιν,

οὓς ἐπτόει πρὶν καὶ γεγραμμένος τύπος

πρὸ τῶν πυλῶν σὸς ἐν πόλει Βυζαντίου.

Перевод:
Во всеоружье Русь стремится против нас,

Народы Скифии поднялись на войну,

И всякий тот народ, который даже вида

Страшился нашего — столицу грабит ныне!..

Карл Крумбахер считает, что Иоанн Геометр относится к лучшим проявлениям византийской литературы.
Многие из сочинения Геометра переведены на современные языки. По мнению Васильева, прозаические сочинения — риторического, экзегетического и ораторского характера Геометра менее интересны, чем поэмы. Наибольшую известность Геометру принесли эпиграммы. Они написаны в разное время и в различной поэтической технике (среди размеров — элегический дистих, гекзаметр, двенадцатисложник; объём варьируется от 1 до 193 строк). Одна из духовных эпиграмм Геометра, посвященная 40 мученикам Севастийским, она помещена на фреске начала XII века в Церкви Панагии Форвиотиссы (Церкви Панагии тис Асину) (греч. Εκκλησία της Παναγία Φορβιώτισσα (Εκκλησία της Παναγία της Ασίνου)), на Кипре. Сочинения Иоанна Геометра помещены в 106 томе Греческой патрологии.